# Jorge Fandermole

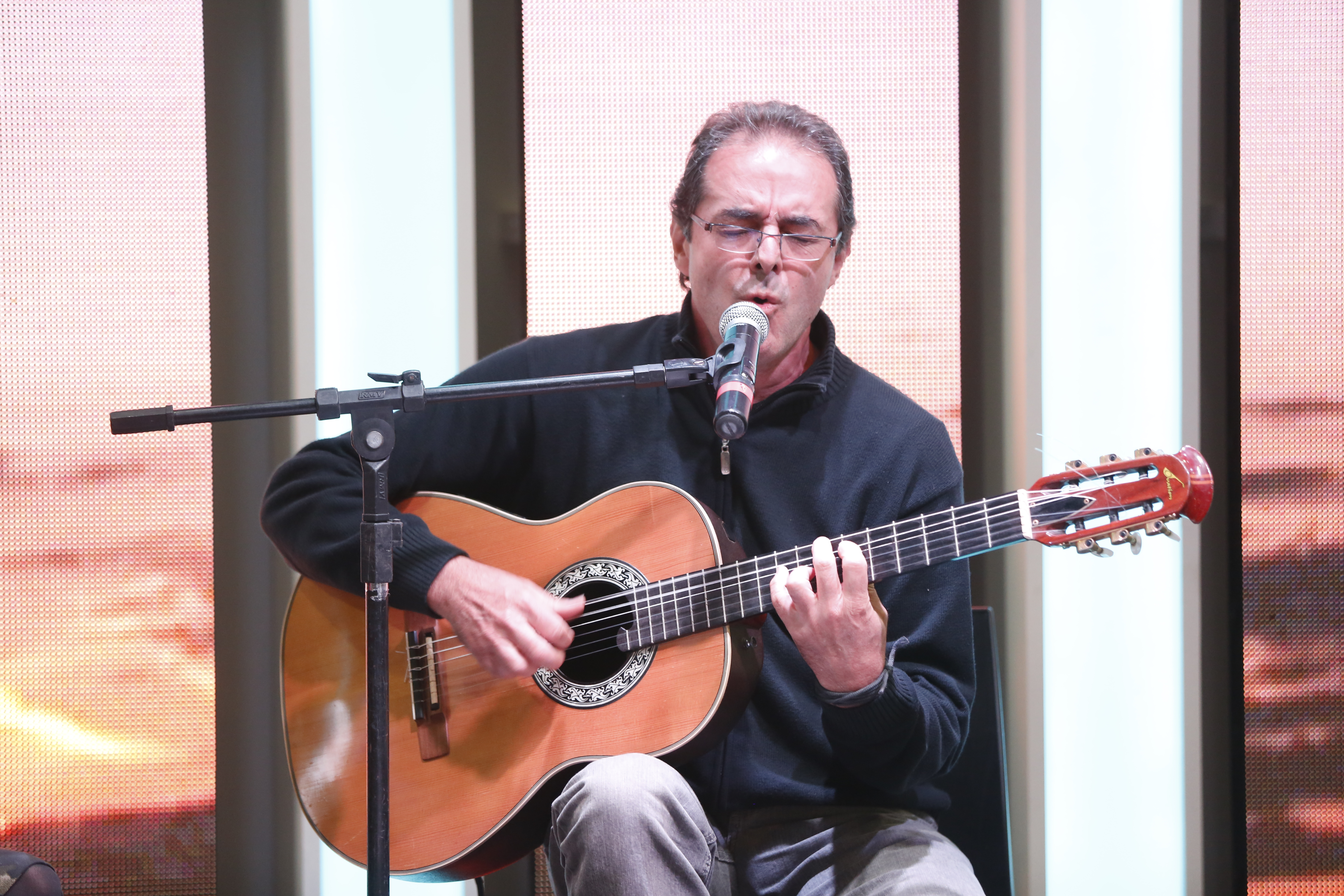
Jorge Fandermole, 2015

Jorge Enrique Fandermole (* 15. Januar 1956 in Pueblo Andino/Santa Fe) ist ein argentinischer Cantautor.

## Leben und Wirken
Fandermole spielte seit seiner Kindheit Gitarre und lernte als Mitglied verschiedener Vokal- und Instrumentalensemble die argentinische Volksmusik kennen und schloss sich in den 1980er Jahren der Trova Rosarina in Rosario an. Seit 1982 trat er als Solist auf und veröffentlichte im gleichen Jahr sein erstes Album Pájaros de fin de invierno mit dem Keyboarder Iván Tarabelli, dem Bassisten Carlos Velloso Colombres, den Schlagzeuger Tuti Branchesi und dem Saxophonisten Mario Olivera. Mit der gleichen Besetzung und dem Perkussionisten Juancho Perone erschien 1985 sein zweites Album Tierra, sangre y agua.
1986 gründete er ein Quartett mit dem peruanischen Gitarristen und Sänger Lucho González, Iván Tarabelli und Juancho Perone, mit dem er 1988 das Album Primer Toque aufnahm. 1988 gehörte er zu den Gründern der Escuela de Músicos de Rosario. In den folgenden Jahren entstanden Alben in Zusammenarbeit u. a. mit Adrián Abonizio, Rubén Goldín, Adrián Abonizio und Carlos Aguirre.
Zwischen 1994 und 1996 war Fandermole Leiter der Abteilung Kultur des Sekretariats für Kultur, Erziehung und Tourismus der Stadt Rosario und war Mitarbeiter der Ediciones Musicales Rosarinas. 2005 erhielt er das Ehrendiplom der Fundacion Konex auf dem Gebiet der Folklorekomposition, zudem war er neben Liliana Herrero und Patricia Suárez kultureller Botschafter der Stadt Rosario. Mit Mercedes Sosa trat er ein knappes Jahr vor ihrem Tod im Teatro El Círculo von Rosario auf. Seit 2010 ist er Dozent an der Musikschule der Stadt.
Fandermoles Kompositionen wurden u. a. von Suna Rocha, Juan Carlos Baglietto, Ana Belén, Carmina Canavino, Silvina Garré, Liliana Herrero, Silvia Iriondo, Silvia Lallana, Juan Quintero und Luna Monti, Ethel Koffman, Myriam Cubelos, Claudio Sosa, Juan Juncales und Guadalupe Farías Gómez interpretiert und aufgenommen.

## Diskografie
- Pájaros de fin de invierno, 1982
- Tierra, sangre y agua, 1985
- Primer Toque, 1988
- Mitologías, 1988
- Banquete de perros solitarios, 1993
- Los trabajos y los días, 1993
- Las maquinarias de la alegría, 1995
- Dos de corazones, 1997
- Rosarinos, 1998
- Dúo, 1999
- Navega, 2002
- Pequeños mundos, 2005